# Olé
Ole oder olé ist ein Ausruf in der spanischen Sprache, mit dem Anerkennung und Begeisterung für eine Person, eine Sache oder ein Ereignis in einer bestimmten Situation ausgedrückt wird.
Der Ausruf Olé wird insbesondere im Stierkampf oder im Fußball verwendet, kann aber auch in anderen Kontexten auftreten; so singen Fans von Sportmannschaften in ihren Liedern häufig Texte mit „Olé!“.